# IIIe siècle en science
IIe siècle en science - IIIe siècle - IVe siècle en science
Chronologie de la science
Cet article concerne les événements concernant les sciences et les techniques qui se sont déroulés durant le IIIe siècle :

## Événements
- Vers 255 : l'ingénieur chinois Ma Jun met au point un chariot pointant le sud, un véhicule faisant office de boussole sans fonction magnétique, qui utilise un mécanisme de différentiel[1].
- Invention de la porcelaine en Chine[2].

## Publications
- Vers 220 : De natura animalium (De la nature des animaux), ouvrage en 17 livres du Grec Claude Élien (v. 175-235).

- 263 : le mathématicien chinois Liu Hui termine un commentaire détaillé des Neuf Chapitres sur l'art mathématique[3].
- 270 : l'empereur Aurélien détruit une grande partie du Bruchium, le quartier d'Alexandrie où sont situés le Musée et la Bibliothèque[4].

- Époque probable de la publication des Arithmétiques de Diophante. Il découvre les équations diophantiennes[5].